# Шавлохова, Анастасия
Анастасия Шавлохова (род. 16 декабря 1984, Ленинград) — российский куратор, арт-критик, галерист.

## Биография
Анастасия Шавлохова окончила факультет искусствоведения и культурологии Санкт-Петербургской государственной художественно-промышленной академии им. А. Л. Штиглица в 2007 году. В 2012—2013 годах —стипендиат Генерального Канцлера Германии, Фонд Александра фон Гумбольдта в Берлине.

В 2007 году вместе с Иваном Плющем и Ильей Гапоновым Анастасия Шавлохова основала открытую студию «Непокорённые» в Санкт-Петербурге — проект, сыгравший важную роль в становлении молодых художников региона.
 В 2008 году Шавлохова выступила первым куратором проекта поддержки молодых художников «СТАРТ» в Центре современного искусства «Винзавод» в Москве, где курировала одиннадцать первых персональных выставок молодых российских художников, многие из которых впоследствии получили международное признание: Евгений Антуфьев, Татьяна Ахметгалиева, Сергей Огурцов. Анастасия Шавлохова является сооснователем и сокуратором Философского клуба (2014—2019), организованной на Винзаводе независимой платформы для дискуссий по вопросам современной философии и искусства.

В 2017 Анастасия Шавлохова году вошла в состав экспертного совета Государственной премии «Инновация».

Несколько лет сотрудничала с московской галереей Pechersky Gallery, после чего в 2018 году открыла собственную галерею «сцена/szena» в отреставрированном особняке «Рихтер» (строительство особняка приписывается Федору Рихтеру). Деятельность галереи фокусируется на поддержке художников, формирующих новый художественный язык современности.

С 2019 по 2021 год возглавляла Cultural Creative Agency, организацию, инициированную посольством Катара в Москве, и курировала такие проекты, как конкурс для российских художников «Турбулентность», победители которого были представлены на международной ярмарке современного искусства Cosmoscow, выставку «Катар между морем и пустыней. Искусство и наследие» в Российском этнографическом музее Санкт-Петербурга.

Лауреат премии «Кариатида» (2011), учрежденной для поддержки российских инициатив в области современного искусства, осуществляемых женщинами, также была номинирована на Государственную премию «Инновация» 2008 года за проект «Открытая студия Непокорённые», номинант Премии Сергея Курёхина 2009 года. В 2016 году вошла в рейтинг «Топ-50 самых влиятельных фигур в российском искусстве 2016 года» по версии журнала «Артгид».

## Избранные кураторские проекты
- 2008 «Память полей», Лофт-проект «Этажи», Санкт-Петербург, Россия
- 2009 «Пространство тишины», фабрика «Красное знамя», Санкт-Петербург, Россия
- 2011 персональная выставка Фабио Виале «Мрамор», Музей современного искусства «Гараж», Москва, Россия
- «Апокалипсис и Возрождение в Шоколадном доме» (совместно с Олегом Куликом и Константином Дорошенко), Национальный музей русского искусства, Киев, Украина[17]
- 2015 «Одно место рядом с другим», ЦСИ «Винзавод», Москва, Россия
- 2017 «Проспект Непокорённых», Московский музей современного искусства, Москва, Россия
- 2017 «Группировка ЗИП. Равновесие с небольшой погрешностью», ЦСИ «Винзавод», Москва, Россия
- 2019 «Белое солнце», Международная ярмарка современного искусства Cosmoscow, Москва, Россия

## Публикации
- А. М. Айгистова. "Роль куратора в организации художественного объединения «Непокорённые». Художник и менеджер в пространстве современного арт-рынка. Материалы научно-практических конференций молодых ученых 2018—2022. Санкт-Петербургская художественно-промышленная академия имени А. Л. Штиглица
- Открытая студия «Непокорённые». Каталог, М., 2017. ISBN 9785916110845
- Конец эпохи позднего железа. Сборник статей, Киев: The Laurus Company, 2015. ISBN 9789662449709
- Диалог искусств. — 2017, № 3, М., 2017
- Ольга Турчина. «ЗДЕСЬ ЧАСТО ВСЕ ЗАКАНЧИВАЕТСЯ АКАДЕМИЕЙ. Интервью с Анастасией Шавлоховой в преддверии выставки студии „Проспект Непокорённых“ в ММОМА» ММСИ, Диалог искусств, 2017